# Сайфутдинов, Юрий Наилович
Юрий Наилович Сайфутдинов (род. 22 августа 1988) — российский самбист и дзюдоист, бронзовый призёр чемпионата России по самбо 2013 года, обладатель Кубков России и мира по самбо, мастер спорта России международного класса по самбо, мастер спорта России по дзюдо. Выступал во второй полусредней весовой категории (до 74 кг). Тренировался под руководством В. Ф. Дученко, Л. В. Дученко и А. В. Гарькуши.

## Спортивные результаты
- Чемпионат России по самбо 2013 года — ;
- Чемпионат России по самбо 2013 года —  (в команде);
- Кубок России по самбо 2014 года — ;
- Чемпионат Краснодарского края по самбо 2015 года — ;
- Чемпионат ЮФО по самбо 2015 года — ;